# Sulfate d'uranium(IV)
Le sulfate d'uranium(IV) est un composé chimique de formule U(SO4)2. Il s'agit d'un sel d'uranium, soluble dans l'eau, dont les minéraux sont répandus autour des gîtes de minerais d'uranium, où ils se forment généralement par évaporation de drainages miniers acides riches en sulfates. C'est un intermédiaire dans la production de l'hexafluorure d'uranium UF6.
Le sulfate d'uranyle UO2SO4 se réduit facilement en sulfate d'uranium. La photoréduction peut être réalisée à la lumière du soleil avec adjonction d'éthanol CH3CH2OH comme réducteur. Le sulfate d'uranium(IV) cristallise ou précipite sous l'effet d'un excès d'éthanol. Il peut être obtenu à différents degrés d'hydratation, le tétrahydrate U(SO4)2·4H2O étant fréquent.